# 플랭윌렐름구

플랭윌렐름 구

플랭윌렐름구(Plaines Wilhems District)는 모리셔스의 구로, 행정 중심지는 쿠레피페와 로즈힐이며 면적은 205km2, 인구는 358,182명(2000년 기준)이다. 모리셔스의 행정 구역 가운데 모카 구와 함께 바다와 맞닿아 있지 않은 구이기도 하다.

## 같이 보기
- 모리셔스의 행정 구역